# Avery Bradley
Avery Antonio Bradley Jr. (* 26. November 1990 nahe Merced, Kalifornien) ist ein ehemaliger US-amerikanischer Basketballspieler. Der Shooting Guard wurde im NBA-Draft 2010 an 19. Stelle von den Boston Celtics ausgewählt.

## Karriere

### Highschool und College
In seinem Highschool-Senior-Jahr 2009 zählte Bradley zu den besten Spielern seines Jahrgangs. Der amerikanische Collegesport-Fernsehsender ESPNU wertete ihn auf Platz eins, Yahoo Sports auf Platz vier und Scout.com auf Platz fünf.
Bradley führte die Mannschaft der Henderson International School zu einem Sieg der Staats-High-School-Basketballmeisterschaft gegen die Oak Hill Academy mit 56:53. Er spielte 2009 im McDonald's All-American Game und gewann im selben Jahr auch den McDonald's High School All-American Dunk Contest.
Bradley besuchte die University of Texas. Er verbrachte einen Teil seiner Kindheit in Arlington, wo er am Basketball-Programm der Texas Longhorns teilnahm und den Beginn der Karriere von T. J. Ford verfolgte.
In seiner ersten Saison bei den Texas Longhorns spielte er in der Starting Five alle 34 Spiele und erreichte einen Punktedurchschnitt von 11,6 Punkten pro Spiel.

### NBA

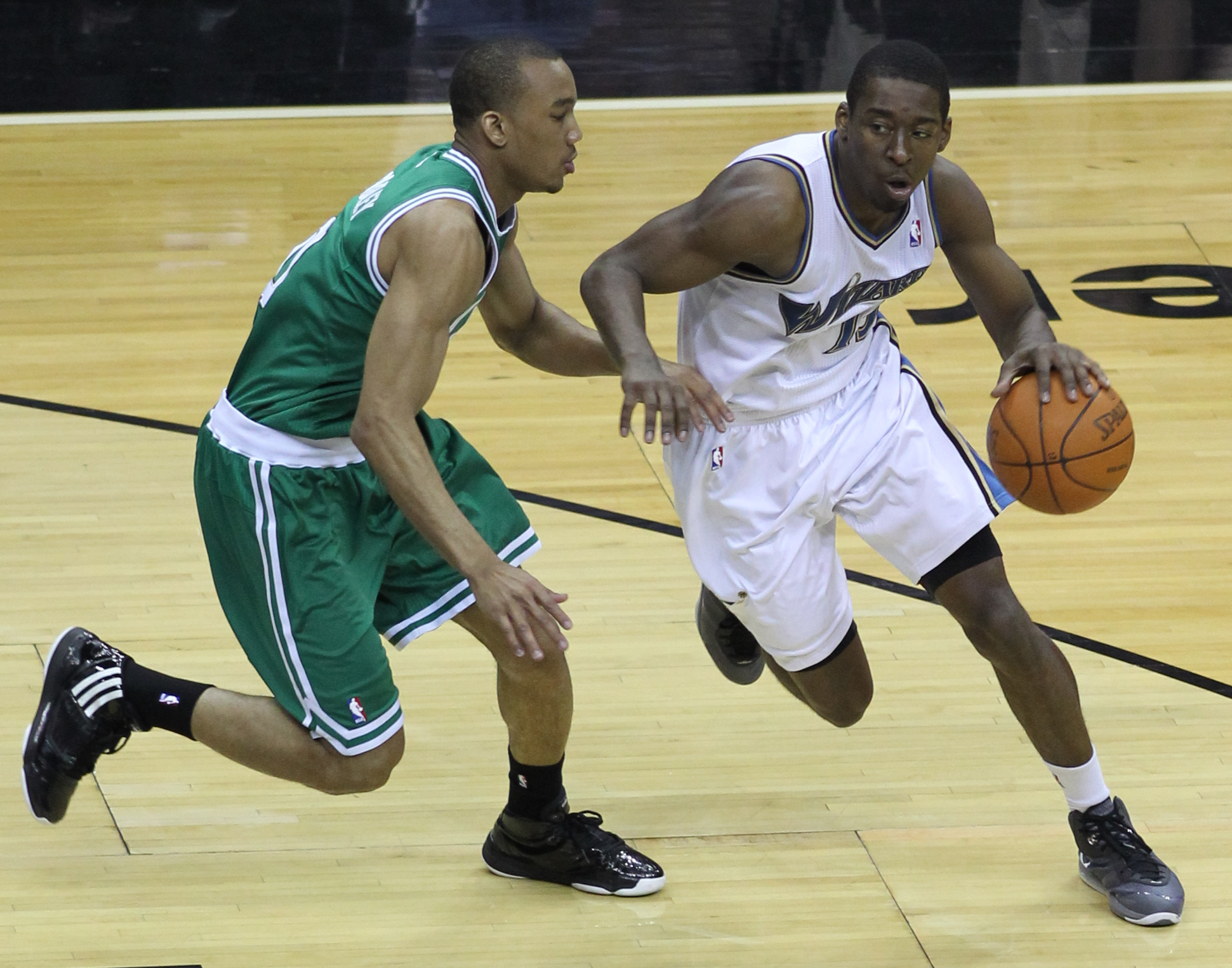
Bradley verteidigt Jordan Crawford (2011)

In der NBA-Draft 2010 wurde er als 19. von den Boston Celtics ausgewählt. Er unterschrieb seinen Rookie-Vertrag bei den Celtics am 2. Juli 2010. Am 14. Januar 2011 wurde Bradley zum Farmteam der Celtics, den Maine Red Claws abkommandiert. Nach einer Rückenmarksverletzung seines Teamkollegen Marquis Daniels gehörte er ab dem 7. Februar 2011 wieder zum Kader der Celtics. In seiner Rookie-Saison erzielte Bradley durchschnittlich 1,7 Punkte pro Spiel.
Während des NBA-Lockouts 2011 spielte er drei Spiele in Israel bei Hapoel Jerusalem. Nachdem Ray Allen sich zwischenzeitlich verletzt hatte, bekam Bradley deutlich mehr Spielzeit und stieg zum Stammspieler auf. Vor allem für seine Defensivarbeit erhielt gute Kritiken. Am 20. April 2012 verzeichnete er eine Karrierebestleistung von 28 Punkten in einem Spiel gegen die Atlanta Hawks. Bradley spielte in 64 von 66 Partien und startete in 28. Er erzielte im Durchschnitt 7,6 Punkte, 1,8 Rebounds und 1,4 Assists. In den Playoffs verletzte er sich an der Schulter und verpasste so den Start der neuen Saison 2012/13. Sein Comeback feierte er am 2. Januar 2013 bei einer Niederlage gegen die Memphis Grizzlies. Trotz der Verletzung zu Saisonbeginn wurde Bradley 2012/13 erstmals in seiner Karriere in das NBA All-Defensive Second Team gewählt. In der Saison 2013/14 verbesserte er seine durchschnittlich Punkteausbeute auf fast 15 Punkte. Diesen Schnitt konnte er über die nächsten zwei Saisons halten. Für seine guten Leistungen in der Defensive in der Saison 2015/16 wurde er in das NBA All-Defensive First Team berufen.
Am 31. Januar 2018 wurde Bradley zusammen mit Tobias Harris, Boban Marjanović sowie je einem Erst- und Zweitrundenpick, im Tausch gegen Blake Griffin, Brice Johnson und Willie Reed, zu den Los Angeles Clippers getradet. Nach nur sechs Spielen für die Clippers fiel er aufgrund einer Leistenverletzung für den Rest der Saison aus. Nach Ablauf seines Vertrags im Sommer 2018 unterschrieb Bradley als Free Agent einen neuen Vertrag bei den Clippers über zwei Jahre und $25 Mio.
Im Rahmen eines Trades wurde er im Februar 2019 zu den Memphis Grizzlies transferiert, wo er für den Rest der NBA-Saison 2018/19 spielte. Nach Vertragsende schloss er sich in der Spielzeit 2019/20 den Los Angeles Lakers an und unterzeichnete einen Vertrag bis 2021. Im Frühjahr 2021 wechselte er in einem Multitrade zu den Houston Rockets. Diese verzichteten jedoch aufgrund von Leistungsschwächen des Spielers auf ihre Option zur Vertragsverlängerung zum Ende der NBA-Saison 2020/21.
Im Oktober 2021 unterschrieb er einen nicht garantierten Einjahresvertrag für die Saison 2021/22 bei den  Los Angeles Lakers, wo er die fehlende Spielzeit der längerfristig verletzten Stammspieler Trevor Ariza und Talen Horton-Tucker kompensieren soll. Bradley trat nach der Saison als Spieler zurück.

## Nach dem Karriereende
Im April 2024 wurde Avery Bradley für das Front Office der Utah Jazz verpflichtet, wo er in Zukunft die Entwicklung von jungen Spielern betreuen soll.

## NBA-Statistiken

### Reguläre Saison
| Saison  | Team          | GP  | GS  | MPG  | FG % | 3P % | FT %  | RPG | APG | SPG | BPG | PPG  |
| ------- | ------------- | --- | --- | ---- | ---- | ---- | ----- | --- | --- | --- | --- | ---- |
| 2010–11 | Boston        | 31  | 0   | 5.2  | .343 | .000 | .500  | 0.5 | 0.4 | 0.3 | 0.0 | 1.7  |
| 2011–12 | Boston        | 64  | 28  | 21.4 | .498 | .407 | .795  | 1.8 | 1.4 | 0.7 | 0.2 | 7.6  |
| 2012–13 | Boston        | 50  | 50  | 28.7 | .402 | .317 | .755  | 2.2 | 2.1 | 1.3 | 0.4 | 9.2  |
| 2013–14 | Boston        | 60  | 58  | 30.9 | .438 | .395 | .804  | 3.8 | 1.4 | 1.1 | 0.2 | 14.9 |
| 2014–15 | Boston        | 77  | 77  | 31.5 | .429 | .352 | .790  | 3.1 | 1.8 | 1.1 | 0.2 | 13.9 |
| 2015–16 | Boston        | 76  | 72  | 33.4 | .447 | .361 | .780  | 2.9 | 2.1 | 1.5 | 0.3 | 15.2 |
| 2016–17 | Boston        | 55  | 55  | 33.4 | .463 | .390 | .731  | 6.1 | 2.2 | 1.2 | 0.2 | 16.3 |
| 2017–18 | Detroit       | 40  | 40  | 31.7 | .409 | .381 | .763  | 2.4 | 2.1 | 1.2 | 0.2 | 15.0 |
| 2017–18 | LA Clippers   | 6   | 6   | 27.5 | .473 | .111 | 1.000 | 3.7 | 1.8 | 0.8 | 0.2 | 9.2  |
| 2018–19 | LA Clippers   | 49  | 49  | 29.9 | .383 | .337 | .800  | 2.7 | 2.0 | 0.6 | 0.3 | 8.2  |
| 2018–19 | Memphis       | 14  | 14  | 31.6 | .463 | .384 | .920  | 3.1 | 4.0 | 1.0 | 0.0 | 16.1 |
| 2019–20 | LA Lakers     | 49  | 44  | 24.2 | .444 | .364 | .833  | 2.3 | 1.3 | 0.9 | 0.1 | 8.6  |
| 2020–21 | Miami/Houston | 27  | 6   | 22.3 | .374 | .327 | .800  | 2.1 | 1.7 | 0.8 | 0.1 | 6.4  |
| 2021–22 | LA Lakers     | 62  | 45  | 22.7 | .423 | .390 | .889  | 2.2 | 0.8 | 0.9 | 0.1 | 6.4  |
| Gesamt  |               | 660 | 544 | 27.5 | .434 | .365 | .783  | 2.8 | 1.7 | 1.0 | 0.2 | 11.0 |

### Playoffs
| Saison | Team   | GP | GS | MPG  | FG % | 3P % | FT %  | RPG | APG | SPG | BPG | PPG  |
| ------ | ------ | -- | -- | ---- | ---- | ---- | ----- | --- | --- | --- | --- | ---- |
| 2012   | Boston | 10 | 10 | 24.8 | .368 | .227 | .667  | 2.0 | .8  | .8  | .6  | 6.7  |
| 2013   | Boston | 6  | 6  | 31.8 | .405 | .250 | 1.000 | 2.2 | 1.3 | 1.8 | .2  | 6.7  |
| 2015   | Boston | 4  | 4  | 33.3 | .380 | .263 | .857  | 3.8 | .8  | .8  | .0  | 12.3 |
| 2016   | Boston | 1  | 1  | 33.0 | .438 | .143 | 1.000 | 3.0 | 1.0 | 1.0 | 1.0 | 18.0 |
| 2017   | Boston | 18 | 18 | 35.8 | .441 | .351 | .778  | 3.9 | 2.3 | 1.3 | .2  | 16.7 |
| Gesamt |        | 39 | 39 | 32.1 | .420 | .312 | .780  | 3.1 | 1.6 | 1.2 | .3  | 12.2 |